# Xocchel
Xocchel es el nombre de una pequeña localidad en el estado de Yucatán, México, cabecera del municipio homónimo, uno de los 106 que integran esa entidad federativa.

## Localización
La localidad se encuentra en el centro del estado de Yucatán, aproximadamente 20 km al suroeste de la ciudad de Izamal y 48 km al oriente de Mérida, la capital del estado de Yucatán.

## Toponimia
El nombre de Xocchel,  significa en lengua maya "contar urracas", por derivarse de las voces xook, contar y ch'eel, urraca, ave.

## Datos históricos
Sobre la fundación de Xocchel, no se conocen datos precisos. Se sabe que perteneció al cacicazgo de Ah Kin Chel. 
Durante la Colonia tuvo como encomenderas en 1753, a Catalina Guerrero y Ulbarri y María Enríquez de Novoa, con 207 indios.

## Galería

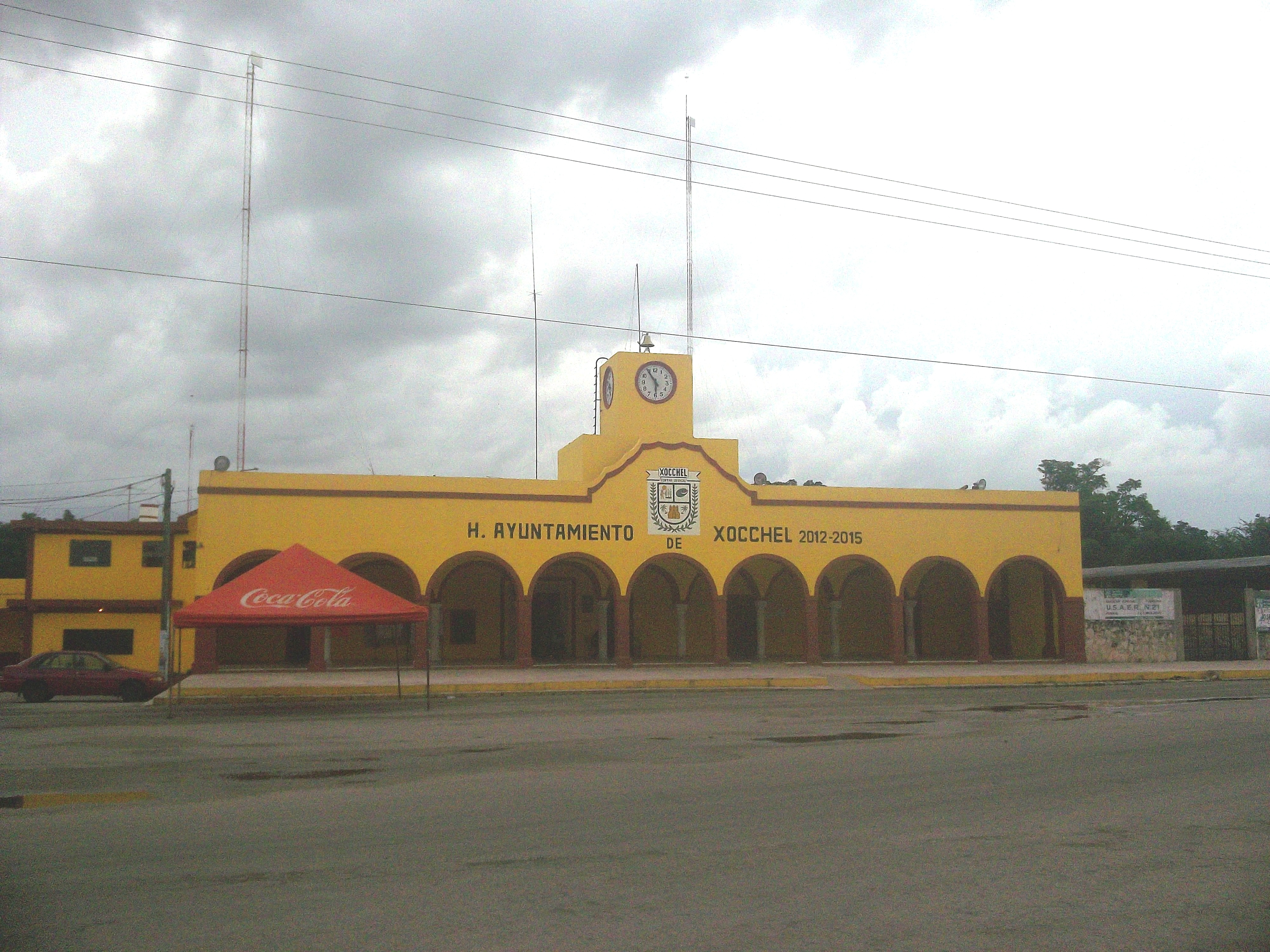
Palacio municipal.
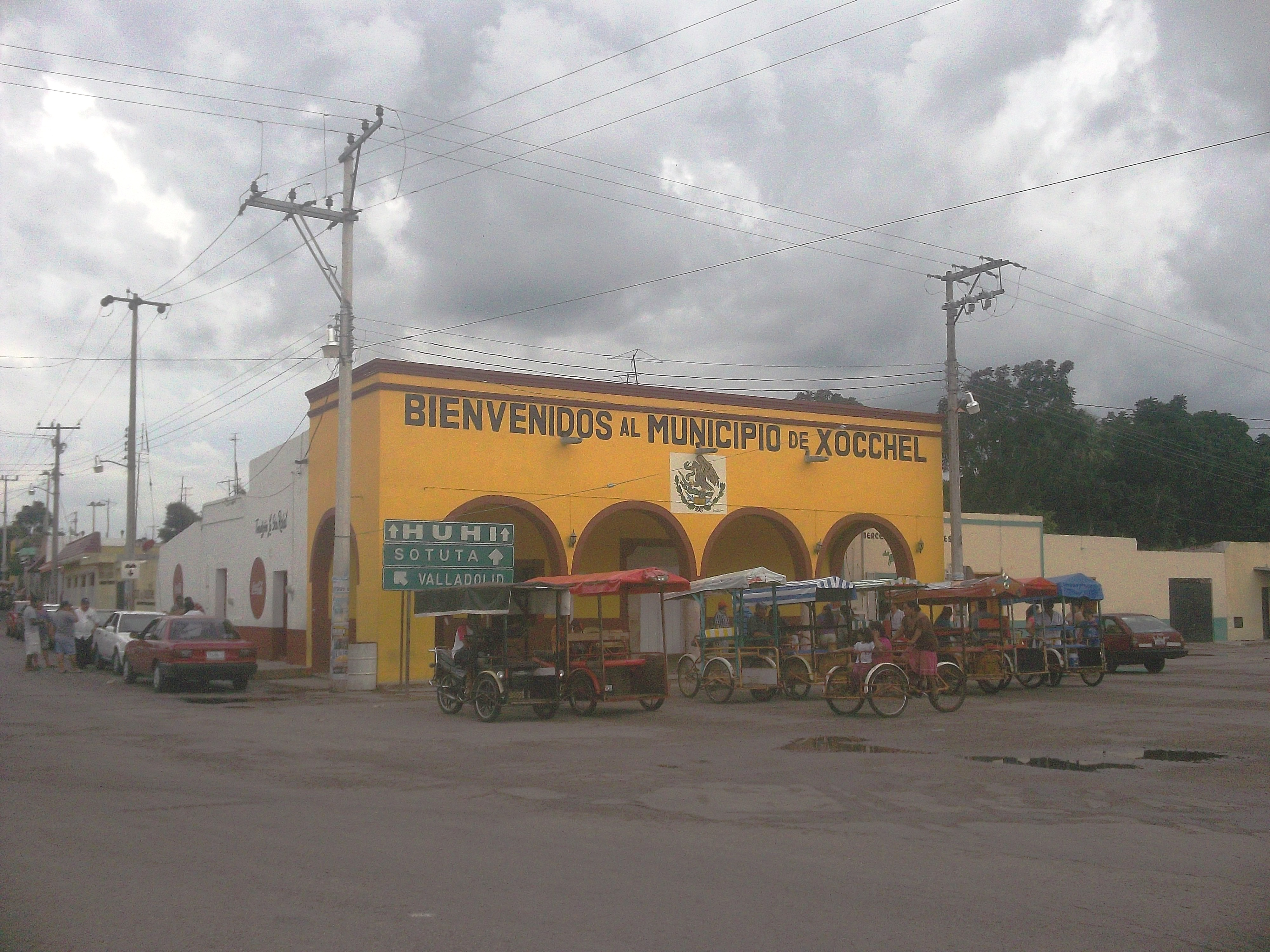
Casa comisarial.
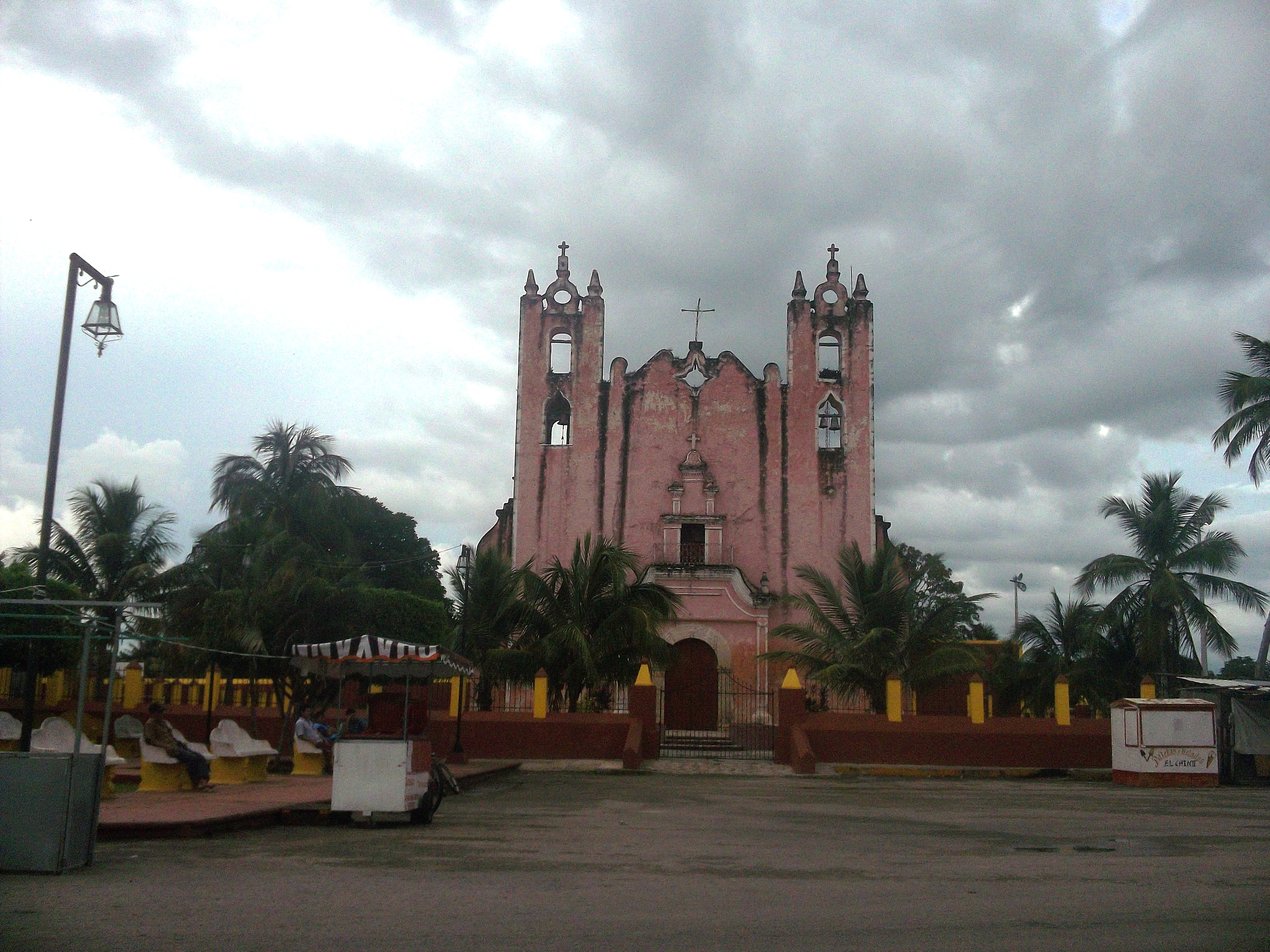
Iglesia principal.